# Delaware Valley

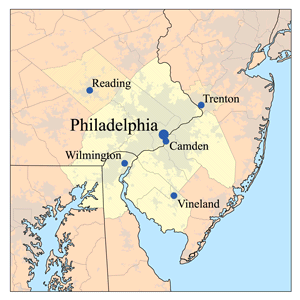
Kaart van de metropoolregio Delaware Valley

Delaware Valley is de vallei waar de rivier de Delaware doorheen stroomt. Het wordt vaak als toponiem gebruikt om te refereren aan de Philadelphia metropolitan area, een metropoolgebied dat zich uitstrekt over verschillende delen van de Amerikaanse staten Pennsylvania, New Jersey, Delaware en Maryland. In de metropoolregio wonen in totaal 7,2 miljoen mensen.

## Geografie
De Delaware Valley Metropolitan Area ligt aan de zuidelijke einde van de megalopolis BosWash en het gebied strekt zich over meerdere staten uit, namelijk het zuidoosten van Pennsylvania,  het zuidwesten van New Jersey, noordelijk Delaware en het noordoosten van Maryland.

### County's
De metropool bestaat uit de volgende county's:
Delaware
- Kent County
- New Castle County

Maryland
- Cecil County

New Jersey
- Atlantic County
- Burlington County
- Camden County
- Cape May County
- Cumberland County
- Gloucester County
- Salem County
- Mercer County

Pennsylvania
- Berks County
- Bucks County
- Chester County
- Delaware County
- Montgomery County
- Philadelphia County

### Steden

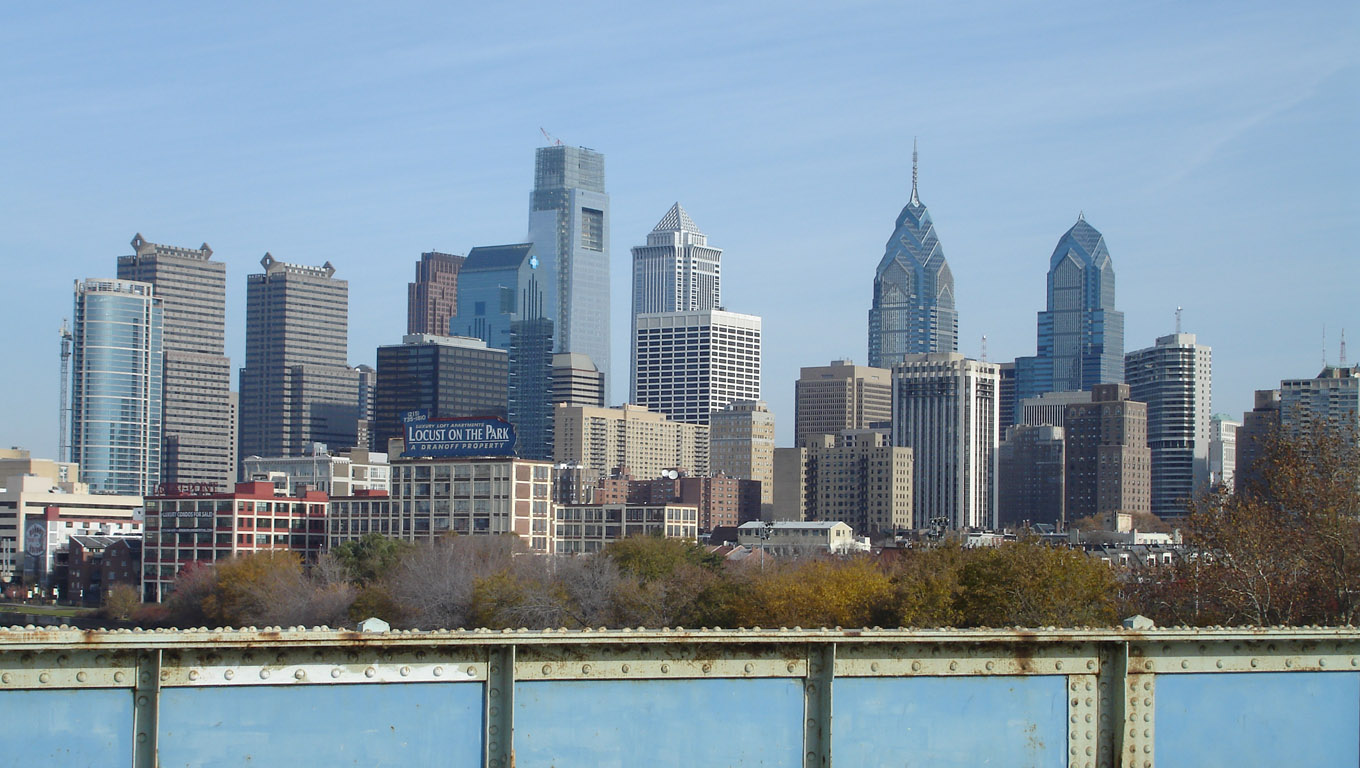
De skyline van Philadelphia.

Binnen de metropoolregio liggen verschillende steden, hiervan is Philadelphia de grootste. Andere belangrijke steden die binnen de regio liggen zijn: Camden, Wilmington, Reading, Atlantic City en Dover.